# Unendliche Melodie
Mit dem Ausdruck unendliche Melodie beschrieb der Komponist Richard Wagner die Melodik in seinen Bühnenwerken, die sich einer periodischen Gliederung widersetzt. Über Wagner hinaus ist der Begriff zum Symbol für eine Auflösung der musikalischen Formen seit dem Ende des 19. Jahrhunderts geworden.
Wagner gebrauchte die Bezeichnung erstmals 1860 in seiner Schrift „Zukunftsmusik“, um sein eigenes Kompositionsverfahren zu charakterisieren. Zunächst behauptet er dort, „dass die einzige Form der Musik die Melodie ist“. Wenn ein Musiker das Unaussprechliche sage, sei „die untrügliche Form seines laut erklingenden Schweigens […] die unendliche Melodie“. Damit machte er sie also zu einer Art innerem Monolog oder Bewusstseinsstrom. 
Wagner stellte die unendliche Melodie als historisch notwendige Befreiung von den Tanzformen der italienischen Oper dar. Wohl aufgrund zahlreicher Diffamierungen in der Folgezeit („unendliche Melodielosigkeit“) verwendete er den Begriff später nur noch selten. 